# 王壽康
王壽康（1899年2月—1975年5月10日），字茀青，河北武邑青塚村人，教育部國語推行委員會委員，到臺灣成立《國語日報》與推行國語運動，子為王正中、王正方。

## 生平

### 中國大陸時期
王壽康為武邑縣青塚村人，生於1899年2月，字「茀青」。學名「壽康」，為父親紀念躲過飢荒，以米糠諧音命名。
王壽康在小學畢業後，考上北京師範大學附屬中學。在北京念書期間，他搬到父親在六國飯店附近開設的皮貨店「永信成」。十五歲，王壽康首次結婚，共生五個女兒。1925年，王康壽從北京師範大學國文系畢業，由教師黎錦熙安排在北京的中學教國文。畢業後一年，他隻身到南下參加國民革命軍北伐，負責宣傳、士兵教育。之後，王壽康在黎錦熙主事的《中華大辭典》編纂處擔任編輯。
1935年4月10日，王壽康與北京扶輪小學任教的曹端群結婚。王壽康住在北京罐兒衚衕8號期間，他與前妻最小女兒誕生後三個月，與第二任妻子曹端群所生的長子王正中出生。王壽康將父親在天津鍋店街永信成分號的財產，作為離婚及教育前妻女兒的之用。
七七事變後，王壽康在抗日戰爭第三戰區幹訓團當教官。當時他以上校軍階，辦士兵識字班、帶領話劇團四處奔走宣傳抗戰。抗戰結束後，黎錦熙創立在北京師範大學國語專修科，聘請王壽康、王善愷任講師。
王壽康擔任《國語小報》副社長後，與曹端群、二位兒子搬到位在宣武門內大街的報館。對於在北京發行推行國語運動用的《國語小報》是否錦上添花，王壽康說這是一項重要的教學法實驗，證明先教會學童注音符號，再循發音認漢字，效果好，在半個多世紀後的臺灣得到證實。
1947年秋，王壽康教導的張博宇、趙文增、翟建邦、鞏青祥、馮長青、黃增譽和馮長青等北京師範大學第一屆國語專修科畢業，由王壽康從中親自選派給台灣省政府教育廳赴臺灣任國語教員。

### 臺灣時期
1948年1月，教育部長朱家驊視察臺灣後，決定請魏建功到台北市創辦《國語日報》，以推行國語教育。受黎錦熙使命，1948年初，王壽康將帶有注音符號的鉛字銅模子和出版設備運到基隆。該年秋，曹端群帶兒子王正中、王正方從天津搭美信輪去臺灣與丈夫團聚。全家住到原先是魏建功住的重慶南路日式房子，位在重慶南路三段14巷，與林海音一家人為同棟鄰居。每逢除夕，王壽康在北京教過的學生就會來此吃年夜飯。
教育部原先以1萬元金圓券來鼓勵《國語日報》籌立，但遇到幣值劇降，王壽康只能在臺北府城東門附近取得一間小廠房。當時建功神社兼作國語日報社與台灣省國語推行委員會辦公地，王壽康就兼任報社副社長與國語推行委員會常務委。《國語日報》在1948年10月25日台灣光復節創刊後，因鉛字不夠加上印刷機不良，整修數週才繼續出報。曹端群該年11月25日開始，每周四在《國語日報》第三版副刊主編「家常」版。
1949年，台灣省政府精簡，國語會裁併，《國語日報》社搬到搬到長沙街獨立維生。據王壽康兒子王正方回憶，創建時社長是掛名兼任，實際上的管理者是作為副社長的父親，當時常為報紙的銷行量發愁。除辦報紙外，王壽康也常上廣播電台與林良教國語，由林良以閩南語翻譯。當年8月11日，曹端群結束《國語日報》工作，改到國語實小教書。之後，《國語日報》社從台灣省教育廳接下印刷標有注音符號的《建國大綱》、《三民主義》等書，才得以轉虧為盈。
1953年，王壽康出書《演說十講》。該書在出版三年就已四版。
1956年，王壽康擔任臺灣師範大學首任國語中心主任，曾教導石清照、丁大衛美國留學生。林海音回憶王壽康在師大教的張孝裕、鍾露昇、方祖燊、林國樑、王天昌、那宗訓、那宗懿、鄭奮鵬，日後都成了學者。馬森說王壽康教的國語課是當時師範學院國文系的必修，對王壽康的印象是聲音動聽、愛講笑話。此外，王壽康在政工幹校戲劇科任教，受教於他的有貢敏、瘂弦、張永祥、趙琦彬等。1958年，王壽康因推行國語教育，獲好人好事丙類。
王正方表示父親能即興隨口編兒歌的本事頗受家附近的小孩歡迎，如聽到一位綽號「小鶴」的孩童被美術老師罰站時，就應群童要求隨口編「小鶴小鶴，吃飽了不餓，就怕上美術課」。王正方在上初級中學後，對老邁父親的形象轉為肥胖、禿頂、食量大、吃飯聲音大、愛講重複的笑話。
1958年，王壽康中風後就失去了語言，只能重頭學語。那時王壽康和趙友培在全臺灣巡迴講課時，王壽康於花蓮縣中風，由夏承楹陪著曹端群接回來。中風後，王壽康會勉強說出語詞，對王正方吐露對他五位女兒的虧欠。次年2月28日晚上8點，全臺灣各公私電台聯播羅家倫、趙友培、杜元載稱讚王壽康獻身教育四十年貢獻的演說，由中國廣播公司製作。
1968年2月18日，毛子水、游彌堅、黃啟瑞、鄧傳楷、林海音、劉真、劉季洪、潘振球、張清源、洪炎秋、王洪鈞、孫亢曾在臺灣師範大學禮堂，對已中風十年的王壽康慶祝七十歲生日。
1971年，王正方因保釣運動私訪中國大陸，被中華民國政府列入黑名單。兒子們皆滯留美國下，中風的王壽康在家中僅有妻子照顧，並被政府監控其生活。王壽康於1975年5月10日下午5時病逝於台北郵政醫院時，因兩兒子未能奔喪，由林海音夫妻代為處理後事。

## 出版書籍
- 王壽康. . 正中書局. 1953.
- 王壽康. . 中國語文月刊社. 1974.